# Bloki mieszkalne przy pl. Grunwaldzkim 1-2 i 3-4 w Szczecinie
Bloki mieszkalne przy pl. Grunwaldzkim 1-2 i 3-4 – dwa modernistyczne bloki mieszkalne wznoszące się na placu Grunwaldzkim, na obszarze szczecińskiego osiedla Centrum, w dzielnicy Śródmieście. Budynki wyróżnione tytułem „Mistera Szczecina” w 1965 r.

## Historia
Dwa bliźniacze bloki mieszkalne – jeden na narożniku ulicy Rayskiego z ulicą Śląską, drugi na narożniku ulicy Rayskiego i ulicy Piłsudskiego – zwrócone fasadami frontowymi ku placowi Grunwaldzkiemu, zbudowano w latach 1963–1965 na miejscu kamienic zniszczonych wskutek bombardowań Szczecina w czasie II wojny światowej. Projekt bloków wykonał szczeciński architekt Tadeusz Ostrowski.
Bardzo podobny blok wybudowano w 1971 r. przy ul. Bazarowej 26-28. Brak jest jednak danych o tym, czy autorem projektu także był Tadeusz Ostrowski.

## Opis

### Informacje ogólne
Obydwa bloki są obiektami 9-kondygnacyjnymi. Przeszklone niemal w całości partery mieściły punkty usługowe: w bloku nr 1-2 funkcjonowała Wojewódzka Księgarnia Rolnicza i zakład fryzjerski, w bloku nr 3-4 sklep firmowy Eldom (potem Domar). Elewacje wyższych pięter wykończono tynkiem.
Wskutek przekształceń spowodowanych remontami lokali usługowych i termomodernizacjami bloki zaczęły się od siebie odróżniać w kilku szczegółach. Podczas gdy w bloku nr 3-4 zachowały się przeszklenia parteru, blok nr 1-2 otrzymał zupełnie nową elewację w trakcie adaptacji parteru dla placówki Poczty Polskiej. Poza tym w ramach remontu elewacji bloku nr 1-2 oryginalne konstrukcje balkonów zastąpiono nowymi.

### Charakterystyka fasad
Fasada frontowa pięter nr 1–7 jest ośmioosiowa, a do osi nr 2, 4, 5 i 7 przylegają balkony. Skrajne osie na ostatnim piętrze cofnięto względem elewacji, zagospodarowując zyskane miejsce na tarasy. Okna skrajnych osi były pierwotnie czterodzielne, a pozostałych osi trójdzielne.
Fasady boczne bloków dzielą się na trzy osie. Do osi najbliższej placowi Grunwaldzkiemu dobudowano wysunięte względem lica fasady balkony. Okna osi najbliższej podwórzu są trójdzielne, pozostałe okna są pojedyncze.
Fasady tylne bloków licząc od pierwszego piętra wzwyż zaprojektowano jako 10-osiowe. Każde z wejść do klatek dobudowano do drugiej oraz trzeciej osi licząc od krawędzi budynku.

## Ciekawostki
- Na miejscu bloku nr 1-2 przed 1945 r. stała kamienica, w której funkcjonowała restauracja „Kaiserhallen”[7].
- Na dachu bloku nr 3-4 na przełomie lat 60. i 70. XX wieku zamontowany był napis „eldom” reklamujący sklep mieszczący się na parterze[8].

## Galeria

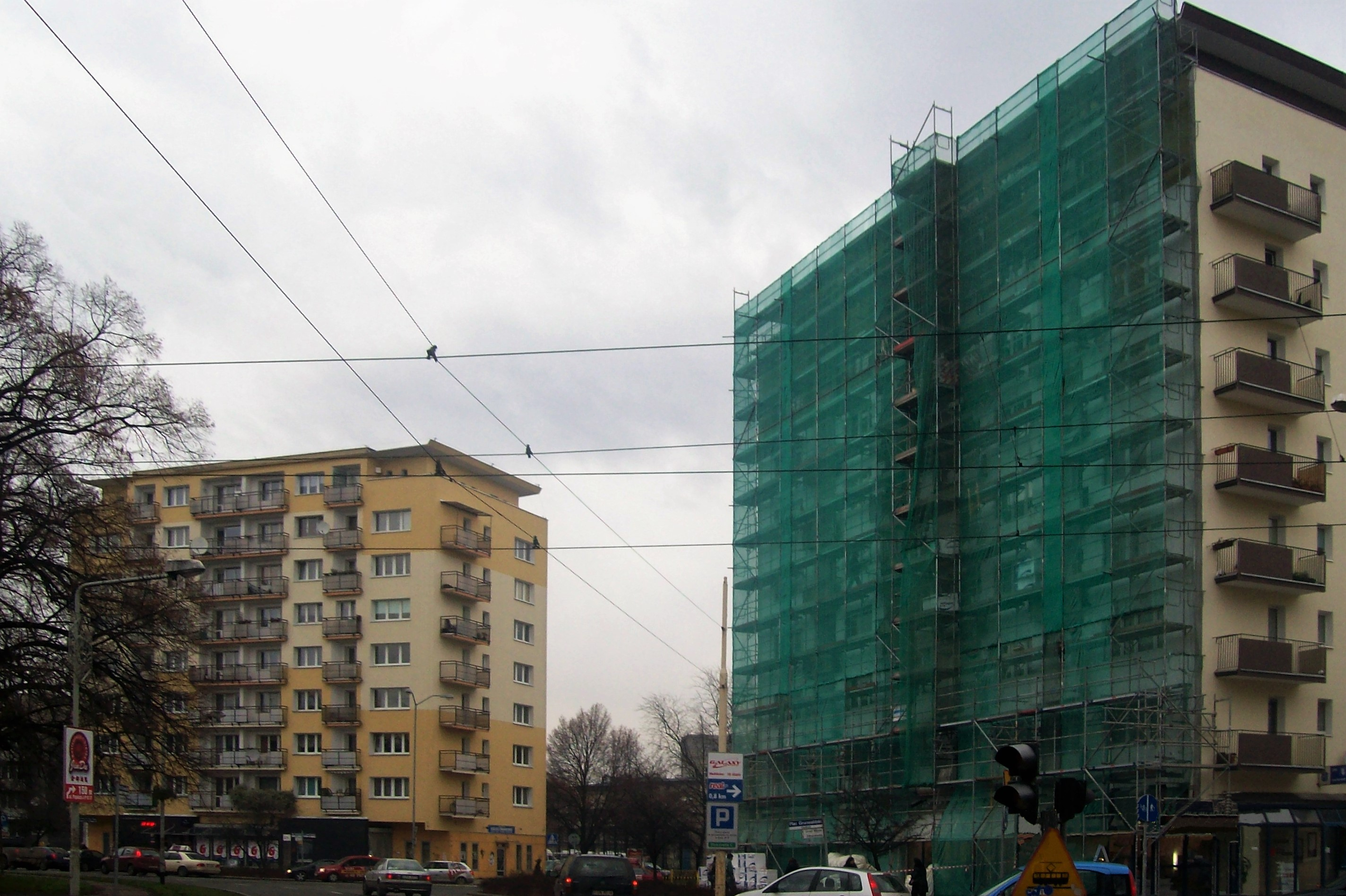
Bloki w 2008 r.
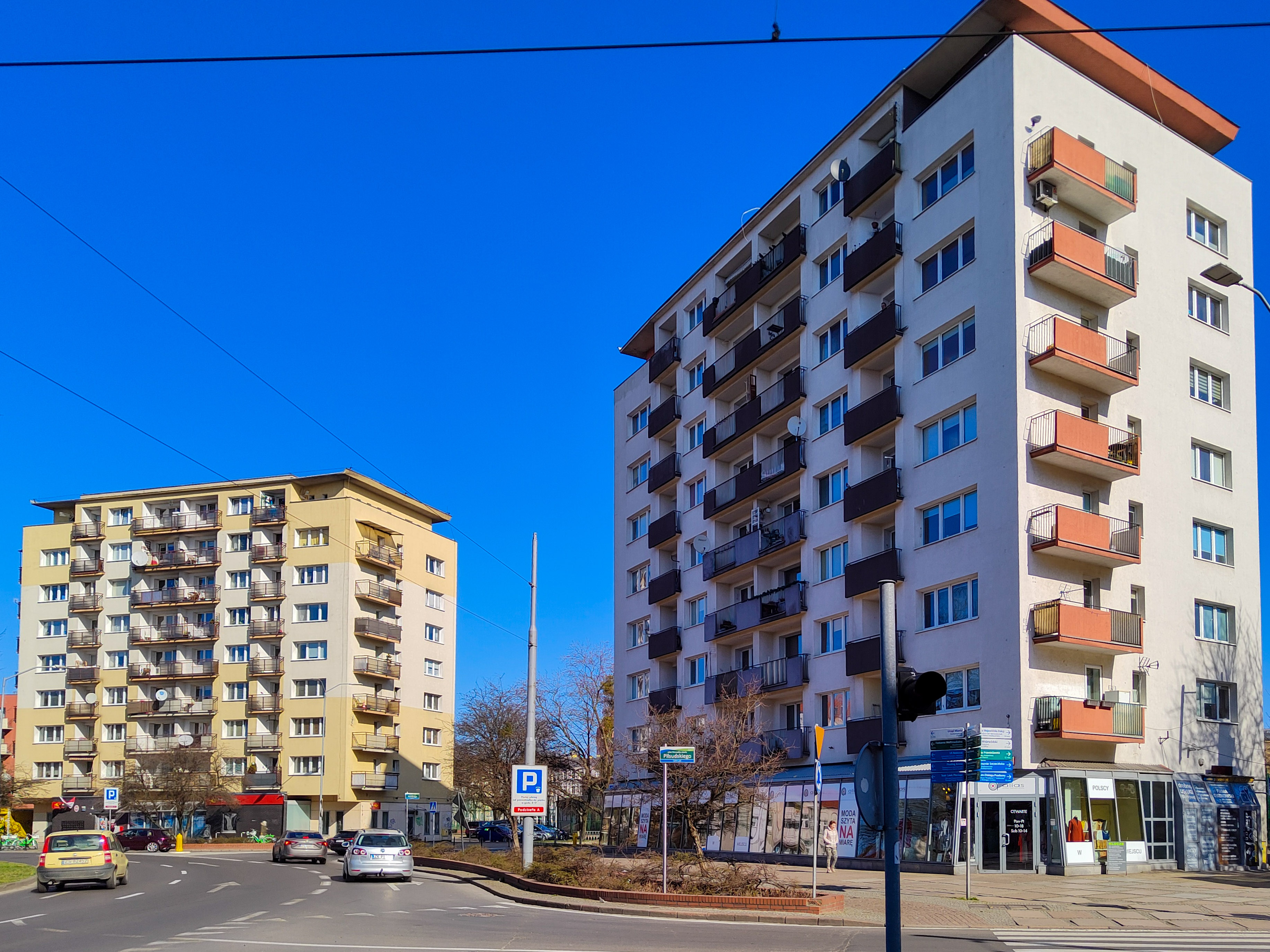
Bloki w 2022 r.
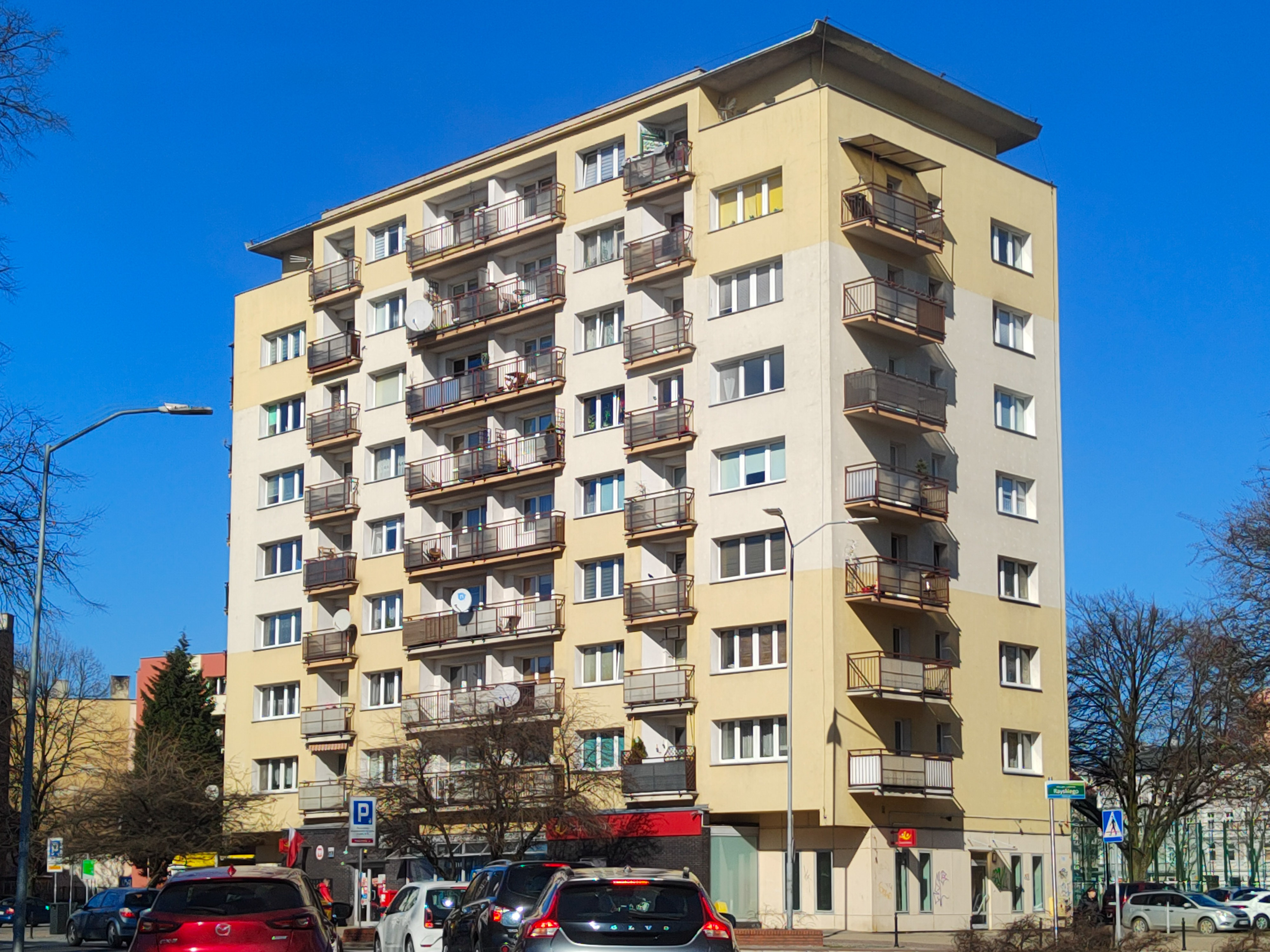
Blok nr 1-2 w 2022 r.
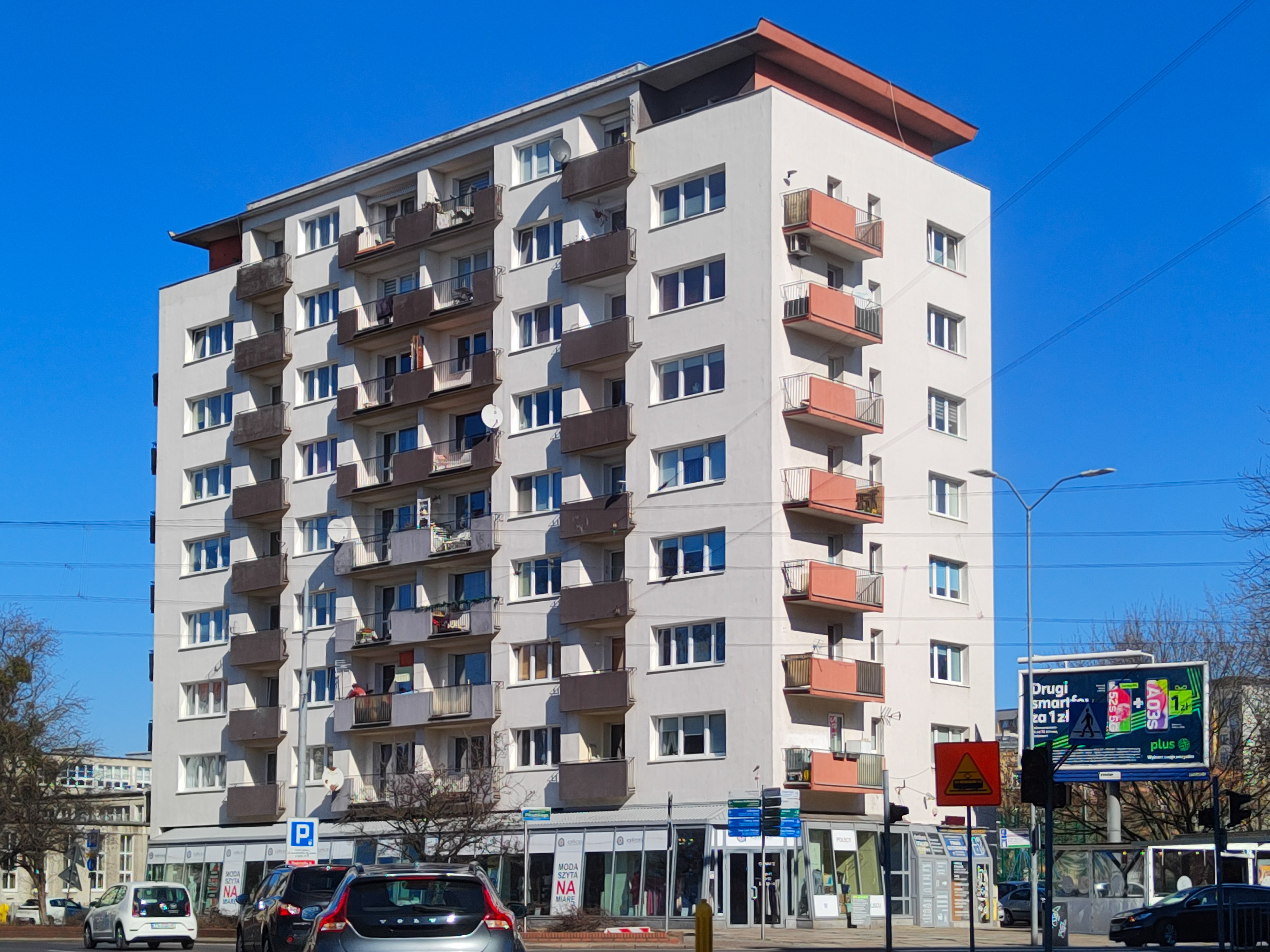
Blok nr 3-4 w 2022 r.
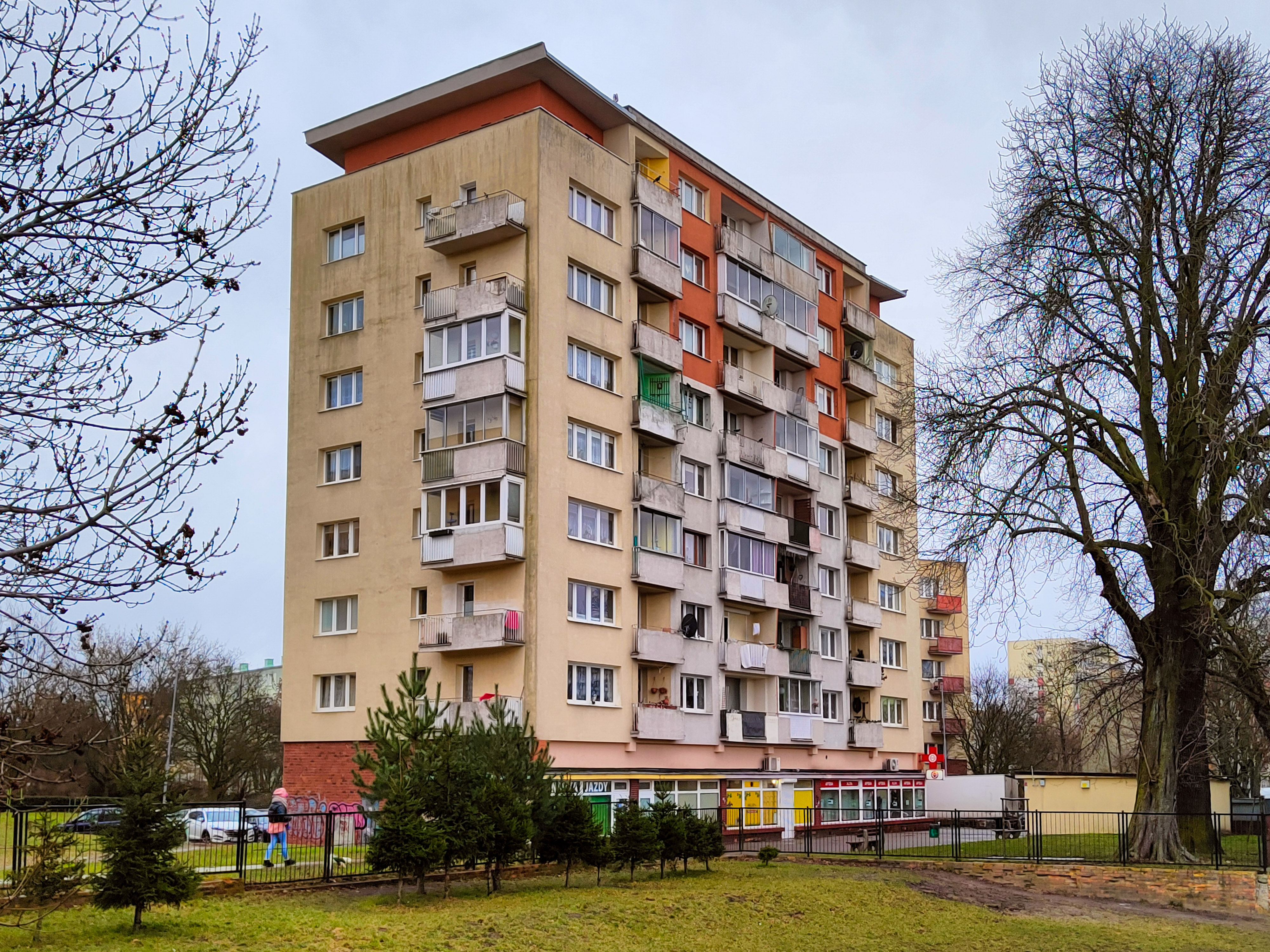
Blok przy ul. Bazarowej 26-28 z 1971 r.
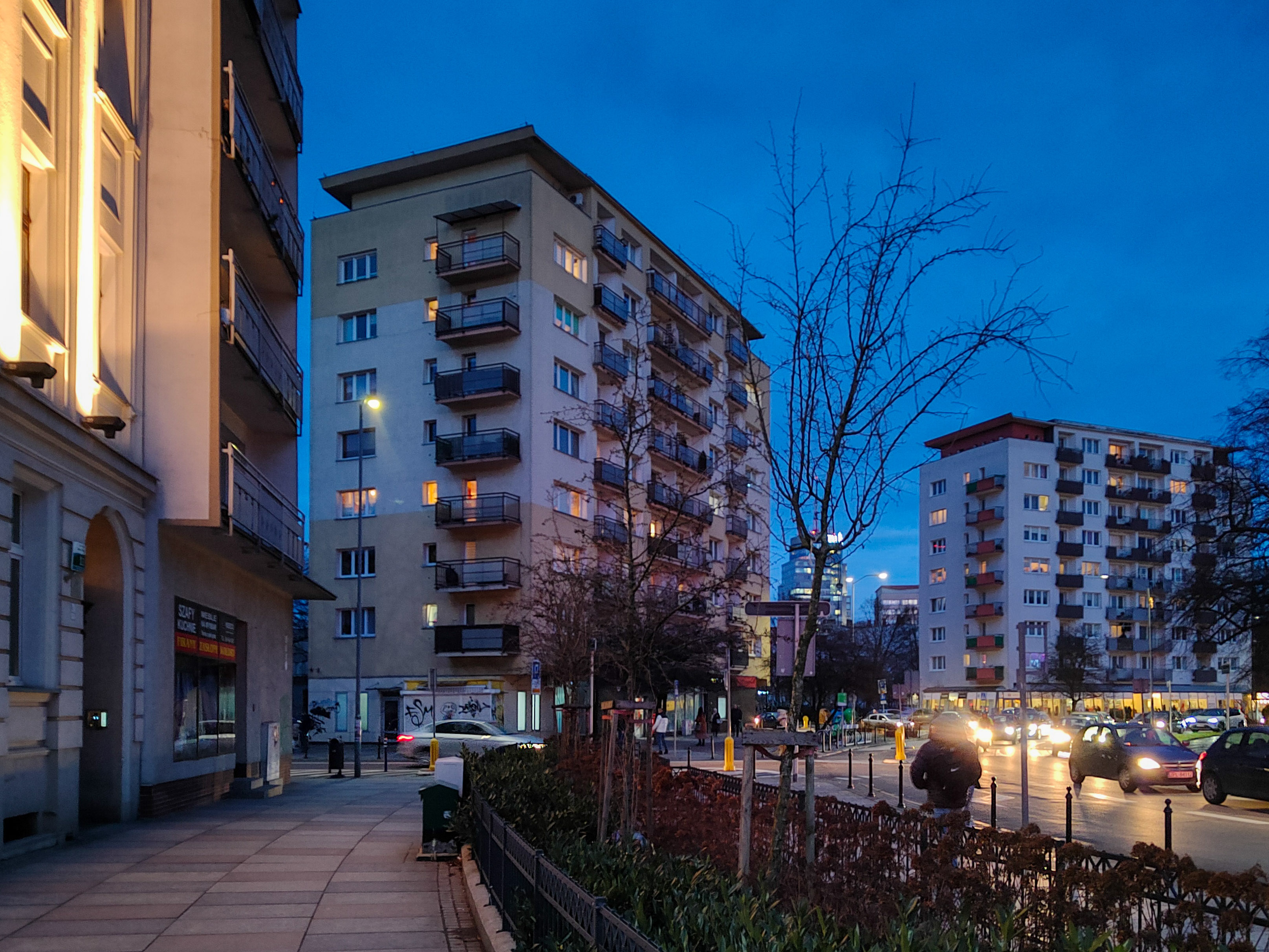
Bloki w porze wieczornej